# Parkman (Maine)
Parkman es un pueblo ubicado en el condado de Piscataquis en el estado estadounidense de Maine. En el Censo de 2010 tenía una población de 843 habitantes y una densidad poblacional de 7,07 personas por km².

## Geografía
Parkman se encuentra ubicado en las coordenadas 45°6′27″N 69°25′22″O / 45.10750, -69.42278. Según la Oficina del Censo de los Estados Unidos, Parkman tiene una superficie total de 119.28 km², de la cual 117.15 km² corresponden a tierra firme y (1.78%) 2.13 km² es agua.

## Demografía
Según el censo de 2010, había 843 personas residiendo en Parkman. La densidad de población era de 7,07 hab./km². De los 843 habitantes, Parkman estaba compuesto por el 97.75% blancos, el 0.12% eran afroamericanos, el 0.47% eran amerindios, el 0.12% eran asiáticos, el 0% eran isleños del Pacífico, el 0.47% eran de otras razas y el 1.07% pertenecían a dos o más razas. Del total de la población el 2.61% eran hispanos o latinos de cualquier raza.